# Abbaye de Villeneuve
L’abbaye de Villeneuve est une ancienne abbaye de cisterciens fondée en 1201 située en Pays nantais, un des neuf pays de la Bretagne historique, au sud de l'actuelle commune des Sorinières,dans le département français de la Loire-Atlantique et la région des Pays de la Loire (cette commune est formée le 31 mai 1865 par démembrement des communes du Bignon, de Pont-Saint-Martin et de Vertou).

## Historique

### Fondation

Blason de l’abbaye de Villeneuve.

Constance, duchesse de Bretagne, fonde cette abbaye dans le territoire appartenant à l’abbaye de Buzay, d’où sont issus les premiers religieux de l’abbaye de Villeneuve. Le 3 ou le 5 septembre 1201, Constance meurt et l’on dépose en septembre son corps dans l’oratoire du monastère, en attendant que l’église soit bâtie.
Les corps de Constance  († 1201) de Guy de Thouars († 1213) et de leur fille Alix de Thouars († 1221) sont translatés dans l’église de l’abbaye lorsque cette dernière est consacrée le 25 octobre 1223 par Étienne de La Bruère, évêque de Nantes, assisté des évêques d’Angers, de Bretagne. La cérémonie se déroule devant un nombre important de barons : on note, parmi eux, Aimery VII, vicomte de Thouars, Amaury Ier de Craon, vicomte de Beaumont, sénéchal d’Angers.
Dans cette église abbatiale, reposeront également les corps de :
- Guy de Thouars (????-13 avril 1213 à Chemillé), baillistre de Bretagne, troisième époux de Constance de Bretagne ;
- Alix de Thouars (1201-21 oct. 1221), duchesse de Bretagne, fille de Guy de Thouars et de Constance de Bretagne, et première épouse de Pierre Ier de Bretagne ;
- Nicole (????-06/02/1232), seconde épouse (ou maîtresse ?) de Pierre Ier de Bretagne ;
- Yolande de Bretagne (1218-15 oct. 1272), comtesse de Penthièvre et de Porhoet, dame de Fère-en-Tardenois, fille de Pierre Ier de Bretagne et d’Alix de Bretagne ;
- Amicie de Coché[4] (1235-28 nov. 1268), marquise de Souché, dame de Coché, de La Bénate et du Coutumier, première épouse d’Olivier Ier de Machecoul, fils de Pierre Ier de Bretagne et de Nicole ;
- Olivier Ier de Machecoul (vers 1231-18 déc. 1279), seigneur de Machecoul, de La Bénate, du Coutumier, de Saint-Philbert-de-Grand-Lieu, de Montaigu et de La Garnache, fils de Pierre Ier de Bretagne et de Nicole ;
- Louise de Machecoul (1276-1307), fille d’Olivier Ier de Machecoul et d’Eustachie de Vitré ;
- Jean Ier de Machecoul (vers 1255-28 nov. 1308), seigneur de Machecoul, de Coché, de La Bénate, de Bourgneuf, du Coutumier et de Bouin, fils d’Olivier Ier de Machecoul et d’Amicie de Coché.

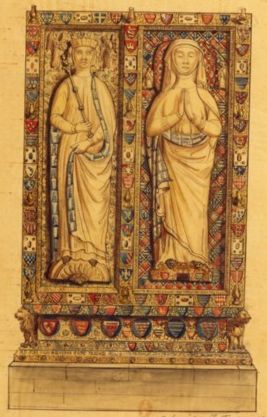
Tombeau d'Alix de Thouars (1201- 1221) et de sa fille Yolande de Bretagne (1218-1272) (d'après l'original de Boudan).
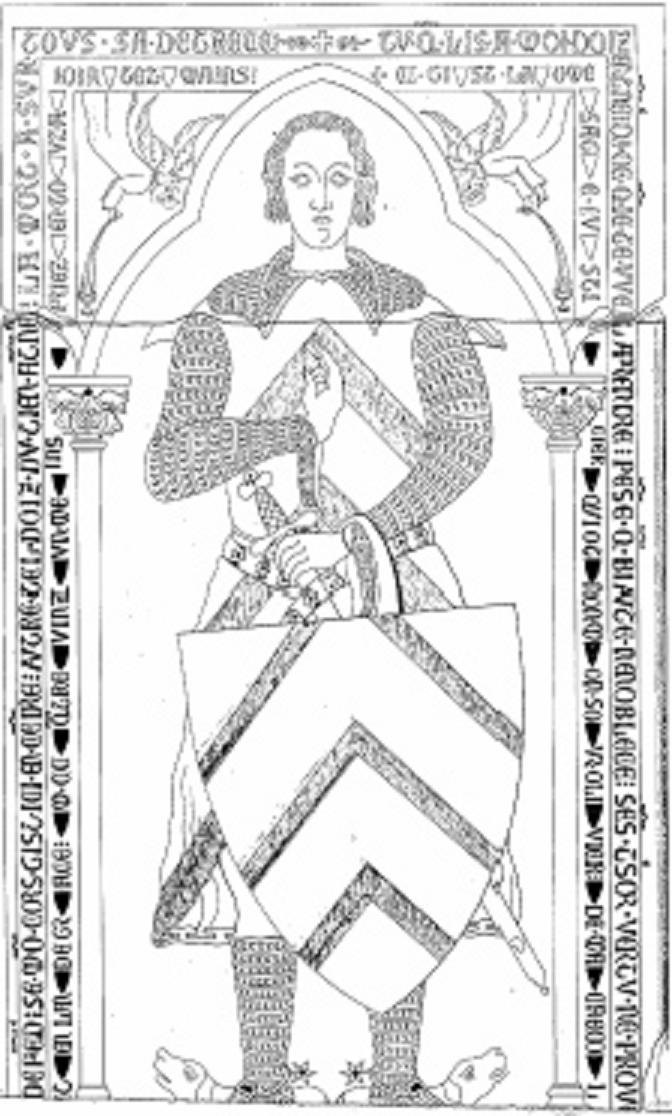
Tombeau d'Olivier Ier de Machecoul (1231-1279) (d’après un dessin du Bulletin de la société archéologique de Nantes de 1859).

### Destructions
Très importante au XVe siècle, l’abbaye de Villeneuve est en partie détruite pendant la Révolution française et les guerres de Vendée. L’abbaye n’a plus que six moines quand elle est vendue pendant la Révolution. L'église est ensuite détruite, les tombes des seigneurs cités plus haut sont profanées et leurs cendres sont jetées au vent.
Abandonnée depuis la Seconde Guerre mondiale, elle est entièrement restaurée en 1977. La bâtisse actuelle date du début XVIIIe siècle et fut l’ancienne hostellerie des moines cisterciens.
Situés sur le territoire de la commune des Sorinières, les bâtiments rénovés accueillent désormais un luxueux ensemble hôtelier (ainsi qu’un restaurant baptisé l’Épicurien) qui accueille parfois d’illustres visiteurs, à l’image du Dalaï-lama, lors de son séjour à Nantes du 15 au 20 août 2008.

## Liste des abbés
Source : Gallia Christiana

#### Ouvrages anciens
- Pierre Grégoire (abbé), Les anciennes abbayes de Villeneuve et Melleray (diocèse de Nantes), Vannes, Lafolye frères, 1915, 81 p. (BNF 32192609).Extrait de « La Revue de Bretagne ».
- Stéphane de La Nicollière-Teijeiro, Une pierre tombale de l'abbaye de Villeneuve. Olivier de Machecoul : XIIIe siècle, A. Guéraud, 1860, 32 p. (BNF 30736374).Extrait du « Bulletin de la Société archéologique de Nantes », 3e trimestre 1860.